# Résistivité apparente
La résistivité apparente est le rapport entre le potentiel que l'on obtient sur le terrain avec un dispositif donné et une intensité de courant donnée et celui que l'on obtiendrait avec le même dispositif et le même courant si l'on était sur un sous-sol homogène et isotrope de résistivité 1 ohm-mètre.
La résistivité est apparente, car elle intègre la différence de potentiel électrique sur toute la profondeur d'investigation.